# 江田島中國實習生殺人事件
江田島中國實習生殺人事件發生於2013年3月，日本廣島縣江田島市的一間牡蠣水產養殖加工公司，中華人民共和國籍實習生陳雙喜殺害川口水產社長川口信行（55歲）及利用鐵鏟攻擊女員工導致橋下政子（68歲）死亡，並試圖殺死另外六名六十至七十歲的男女員工及路人，其中1名女性傷勢嚴重。
江田島市警方當場以涉嫌殺人和殺人未遂為由，逮捕在現場的中華人民共和國籍實習生陳雙喜（30歲）。該人在川口水產工作。2015年3月13日，廣島地方法院通過裁判員審判，判處兇手無期徒刑。